# Ніко О'Райлі
Ніко О'Райлі (англ. Nico O'Reilly, нар. 21 березня 2005, Манчестер, Англія) — англійський футболіст ямайського походження, атакувальний півзахисник клубу «Манчестер Сіті».

## Ігрова кар'єра

### Клубна
Ніко О'Райлі є вихованцем клубної академії «Манчестер Сіті». В липні 2022 року футболіст підписав з клубом перший професійний контракт. В сезоні 2022/23 він був капітаном юнацької команди (U-18).
В грудні 2022 року О'Райлі проходив міжсезонну підготовку з першою командою «Манчестер Сіті». Пізніше, в кінці сезону він був включений в зяавку команди на ігри чемпіонату країни. 10 серпня 2024 року відбувся дебют О'Райлі на професійному рівні. Він вийшов у стартовому складі на матч Суперкубка Англії проти «Манчестер Юнайтед».
1 березня 2025 року О'Райлі відмітився дублем у матчі 1/8 фіналу Кубку Англії проти «Плімут Аргайл».

### Збірна
Ніко О'Райлі має ямайське походження та з 2021 року захищає кольори юнацьких збірних Англії.

## Титули
Манчестер Сіті
 Переможець Суперкубка Англії: 2024